# 安藤紀三郎
安藤 紀三郎（あんどう きさぶろう、1879年（明治12年）2月11日 - 1954年（昭和29年）5月10日）は、日本の政治家、陸軍軍人。軍人としての最終階級は中将。
太平洋戦争時の大政翼賛会副総裁、国務大臣、内務大臣。戦後、A級戦犯容疑者として逮捕された。

## 経歴
兵庫県で旧篠山藩士、鳳鳴義塾長で歌人の安藤直紀（内藤中虚の次男）の次男として生まれ、鳳鳴義塾中学を卒業。
1899年（明治32年）11月、陸軍士官学校（11期）を卒業し、翌年6月、陸軍歩兵少尉となる。1901年（明治34年）台湾守備歩兵第10大隊附となり、翌年、陸軍歩兵中尉となる。1904年（明治37年）10月、歩兵第10連隊中隊長となり、同年11月、陸軍歩兵大尉となる。
1913年（大正2年）8月、陸軍歩兵少佐となる。1918年（大正7年）、アメリカ出張後、陸軍歩兵中佐となり帰国。1922年（大正11年）陸軍歩兵大佐となり歩兵第2連隊長に就任。1927年（昭和2年）陸軍少将に進み歩兵第30旅団長となる。1932年（昭和7年）陸軍中将となり旅順要塞司令官となる。1934年（昭和9年）3月5日に待命、同月24日に予備役に編入。1937年（昭和12年）9月に応召し1939年（昭和14年）3月まで留守第9師団長を務めた。
1939年9月、中華民国新民会顧問となり、さらに同年12月から1941年（昭和16年）10月まで同会副会長と務め、同年同月、大政翼賛会副総裁となり、翌年には大日本翼賛壮年団長にもなる。
1942年（昭和17年）東條英機の腹心として東條内閣の無任所国務大臣となる。大日本翼賛壮年団中央本部長となる。1943年（昭和18年）、東條内閣の内務大臣、さらに防空総本部長官となる。
1943年（昭和18年）9月11日、前日に発生した鳥取地震の被害状況把握のため鳥取県を視察。
1944年（昭和19年）1月、第84回帝国議会で陸士同期の衆議院議員四王天延孝からのユダヤ人に関しての質問に対し、「人種差別撤廃は無差別平等にあらず。絶対的平等視ではなく差別があることを認めつつ、その所を得、安定し、人生の幸福を享有せしむるもの。言葉を変えれば共存共栄の實をあげていく」と答えている。7月、大臣辞任。同月21日、貴族院勅選議員に就任し、1945年（昭和20年）12月13日まで在任した。
1945年（昭和20年）12月2日、連合国軍最高司令官総司令部は内相の経歴を持つ安藤を逮捕するよう日本政府に命令を出した（第三次逮捕者59名中の1人）。同年、A級戦犯容疑で巣鴨拘置所に収監。1948年(昭和23年)12月不起訴、釈放。この間に公職追放される。
1954年（昭和29年）5月10日、死去。75歳没。

## 栄典
- 1944年（昭和19年）7月1日 - 正三位[11]

## 人物
陸軍士官学校では東條英機の6期先輩にあたるが、東條政権では一貫して東條の腹心・分身として行動した。特に内務大臣として反東條の動きには強硬で、1943年10月の中野正剛事件における中野正剛の検束にあたっては、「当局としては徹底してやりたい。法の不備を補うは人間である。いわんや戦時中である」と、衆議院議員の身分保障を超えて行なう強い姿勢を示した。

## 親族
- 娘婿 中原茂敏（陸軍大佐）[2]